# Hans-Dieter Krampe
Hans-Dieter Krampe (Halle, 6 gennaio 1937 – 3 dicembre 2019) è stato un calciatore tedesco orientale dal 1990 tedesco, di ruolo difensore.